# Harveys neue Augen
Harveys neue Augen ist ein Computerspiel von Daedalic Entertainment. Das Point-and-Click-Adventure wurde im August 2011 von Rondomedia veröffentlicht. Es ist der Nachfolger des Adventures Edna bricht aus aus dem Jahr 2008.

## Handlung
Die Handlung des Spiels ist in drei Kapitel aufgeteilt.
Im ersten Kapitel lernt man Lilli kennen, ein niedliches kleines Mädchen mit blonden Zöpfen, das in einer Klosterschule lebt. Sie ist so schüchtern, dass es ihr nie gelingt, mit anderen zu sprechen. Bei den meisten Mitschülern ist sie nicht beliebt und einige von ihnen schikanieren die Kleine sogar. Ihre einzige Freundin ist Edna, die Titelheldin von Edna bricht aus. Wie sie in diese Schule gelangt ist, wird zunächst nicht erklärt. Allerdings entdeckt man, dass die Irrenanstalt aus Edna bricht aus in der Nähe liegt, wenn man mit Lilli in den Garten geht. Die Schulleiterin Oberin Ignatz lässt Lilli ständig Arbeiten in Haus und Garten verrichten.
Die ihrer Ansicht nach vor allem von Lilli verkörperte undisziplinierte und ungezogene Einstellung macht der Oberin Sorgen, daher konsultiert sie Dr. Marcel, der ebenfalls bereits in Edna bricht aus auftrat und, durch Ednas Schuld, im Rollstuhl sitzt. Edna fürchtet die Rache des verbitterten, alten Mannes und bittet Lilli zum einen Gerret, einen jungen Mann, der sich im Kloster aufhält, auszuschalten, da sie ihn für einen Spion der Oberin hält, und zum anderen alle Spuren ihrer Anwesenheit in der Klosterschule zu vernichten.
Lilli erfüllt diese Aufgaben sowie die Aufträge der Oberin, wobei sie alle Schüler der Schule sowie einen erwachsenen Gast des Internats – einen Clown, der sich als Therapeut bewarb – tötet, in Unfälle verwickelt oder in den Selbstmord treibt. Sie selber bemerkt davon jedoch nichts, da immer sofort ein Zensurgnom auftaucht und den jeweiligen Bildbereich rosa übermalt. Auch die Erwachsenen bemerken weder die Abwesenheit der betroffenen Personen noch ihre Leichen.
Als Dr. Marcel eintrifft, ist Edna schon geflohen und Lilli wird von Gerret gewarnt, der sich als Polizist zu erkennen gibt und gegen die Oberin wegen des Verdachts auf Kindesmisshandlung ermittelt. Er versucht Lilli zur Flucht zu verhelfen, allerdings holen die Oberin und Dr. Marcel Lilli ein. Dr. Marcel demonstriert der Oberin an Lilli sein neues Hypnoseverfahren. Zu diesem Zweck hat er Ednas blauem Stoffhasen Harvey neue Augen eingesetzt, die rot aufleuchten und Lilli hypnotisieren. Mit Harveys Hilfe installiert Dr. Marcel in ihrem Kopf Verbote, die sie künftig befolgen muss. Gerret kontaktiert sie erneut und mahnt sie dringlichst zur Flucht aus dem Kloster. Lilli kann diesem Rat jedoch nicht folgen, da die Verbote in ihrem Kopf sie daran hindern. Er erklärt Lilli, wie sie die Verbote umgehen kann: Wenn sie sich mit Harveys Hilfe selber hypnotisiert, gelangt sie in eine Parallelwelt in ihrem Gehirn. Dort trifft sie auf Personifizierungen der Verbote. Sobald sie diesen ihre eigene Sinnlosigkeit beweisen kann, lösen sie sich auf. Tatsächlich gelingt es Lilli daraufhin, zwei Verbote zu lösen und aus der Schule zu fliehen.
Das zweite Kapitel spielt in dem Dorf, das zwischen Schule und Irrenanstalt liegt. Gerret will ihr bei der Suche nach Edna helfen, befürchtet aber, dass diese von Dr. Marcels Angestellten wieder in die Anstalt gebracht wurde. Inzwischen ist es dunkel geworden. Im Dorf sind einige Patienten aus Dr. Marcels Anstalt unterwegs, die Lilli bei ihrer Suche helfen. Sie muss sich vor den Pflegern in Acht nehmen, die Lilli, Edna und die entsprungenen Insassen suchen. Auch wird sie von den restlichen Verboten in ihrem Kopf an der Suche gehindert und muss einige von diesen ebenfalls außer Kraft setzen. Lilli findet Gerret schließlich neben dem Lieferwagen der Anstalt. Als sie versucht seine Aufmerksamkeit zu erregen, bemerken die Pfleger ihre Anwesenheit. Da taucht ein maskiertes Phantom auf, verscheucht die Pfleger und verschwindet wieder. Lilli gelingt es, durch die Kanalisation in die Anstalt einzudringen.
Der dritte Teil spielt in der Anstalt. Dort trifft Lilli wieder auf das Phantom, das ihr feindlich gesinnt ist. Sie kann vor ihm flüchten und durch die Heizungsrohre in die Patientenunterkünfte gelangen. Dort lernt sie die Patienten kennen, von denen einige bereits in Edna bricht aus auftraten. Die Gittertür zum Treppenhaus ist jedoch fest verschlossen, so dass Lilli nicht ins Dachgeschoss zu Ednas Zelle gelangen kann. Dies schafft sie erst, als sie die restlichen Verbote in ihrem Kopf erfolgreich bekämpft hat. Allerdings wird ihr dabei auch klar, was mit ihren Mitschülern passiert ist und dass sie für ihre Tode verantwortlich ist.
Auf dem Dachboden kommt sie wieder mit dem Phantom zusammen. Es stellt sich heraus, dass dieses Dr. Marcels zweiter Sohn Ruben ist. Einerseits trauert er um seinen verstorbenen Bruder Alfred, andererseits hasste er diesen zu Lebzeiten, da Dr. Marcel Alfred als Beispiel für perfekte Erziehung präsentiert hatte und Ruben im Keller der Anstalt einsperrte. Durch diesen Konflikt ist Ruben verrückt geworden. Lilli ermöglicht ihm, seine Aggressionen gegenüber seinem verstorbenen Bruder auszuleben. Damit ist er abgelenkt, so dass sie seinen Generalschlüssel nehmen und in Ednas Zelle gelangen kann.
In der Gummizelle findet sie die Oberin vor. Diese wurde von Dr. Marcel ebenfalls hypnotisiert und strickt jetzt weitere Harvey-Puppen für ihn, die er in die ganze Welt exportieren will. An der Wand der Zelle sieht Lilli Edna und Gerret in Fesseln hängen. Die beiden bitten Lilli, sie zu befreien.
Im Nähkörbchen der Oberin findet Lilli Harveys ursprüngliche Augen. Als sie sie ihm wieder einsetzt, wird die Hypnose der Oberin gebrochen. Sie übergibt Lilli ein Messer. Anstatt aber damit ihre beiden Freunde aus den Fesseln zu befreien, geht Lilli zu Dr. Marcel, um ihn zu erstechen.
Er erklärt Lilli, dass sie an einer schweren geistigen Störung leidet. Seiner Meinung nach äußert sich dies auch darin, dass sie sich mit Edna und Gerret zwei fiktive Freunde geschaffen hat, die sie zu ihren Taten angestachelt haben. Edna und Gerret erscheinen daraufhin plötzlich in Dr. Marcels Büro. Sie stimmen dem Doktor zu und bitten Lilli, das Messer aus der Hand zu legen.
Nun hat der Spieler die Wahl zwischen drei Enden:
Entweder Lilli glaubt Dr. Marcel, legt das Messer weg und lässt sich hypnotisieren, um ihre Aggressionen loszuwerden, oder sie ersticht den Doktor oder sie wird wütend, so dass ihre Sprechblockade verschwindet und tut das erste Mal in ihrem Leben das, was sie selbst für richtig hält.

### Charaktere

#### Der Erzähler
Da die Hauptfigur dieses Spiels bei jedem Sprachversuch unterbrochen wird, gibt ein Erzähler die nötigen Erklärungen. Er verfügt über einen schwarzen Humor und kommentiert Lillis Taten entsprechend. Er wird von Götz Otto gesprochen.

#### Lilli
Lilli ist die Protagonistin des Spiels. Sie ist blond und ihre Haare sind zu zwei Zöpfen zusammengebunden. Sie ist niedlich, aber auch gefährlicher, als man denkt, denn sie tötet mehr oder weniger unbewusst alle Schüler der Schule (außer Edna und Gerret) sowie einen erwachsenen Gast des Internats, und je nach Entscheidung des Spielers (dann völlig bewusst) auch Dr. Marcel. Sie ist zu schüchtern um sich beim Sprechen durchzusetzen und kommuniziert nur durch Wortanfänge und unzufriedenes Stöhnen. Ihre Stimme verleiht ihr Sinikka Compart.

#### Edna
Edna ist die Hauptfigur aus Edna bricht aus, die auf ihr Abenteuer folgend in der Schule Unterschlupf gefunden zu haben scheint und Lillis beste (und einzige) Freundin. Als sie mitbekommt, dass Dr. Marcel in die Klosterschule eingeladen wird, bittet sie Lilli alle Beweise ihrer Anwesenheit zu vernichten, damit sie fliehen kann. Nach ihrer Flucht aus dem Kloster wird sie von Dr. Marcels Schergen gefangen genommen und mit Gerret und der hypnotisierten Oberin in ihre (aus „Edna bricht aus“ bekannte) alte Zelle gesperrt. Ihre Sprecherin ist Alianne Diehl.

#### Oberin Ignatz
Die äußerst strenge und kinderhassende Oberin ist die Leiterin der Klosterschule. Sie gibt Lilli immer schwierige Arbeiten auf, die Lilli fast nie richtig erledigt. Außerdem stottert sie bei dem Laut „ki“. Nach Ednas und dann Lillis Flucht wird sie von Dr. Marcel hypnotisiert, mit Edna und Gerret in eine Zelle gesperrt und dazu gezwungen, „neue“ Harveys zu stricken. Bei der Befreiung durch Lilli durchbricht diese die Hypnose der Oberin und „heilt“ ihre autoritäre und menschenverachtende Art. Gesprochen wird sie von Irmgard Jedamzik.

#### Dr. Marcel
Dr. Marcel war bereits eine Figur in Edna bricht aus. Da das Spiel an der Szene anknüpft, in der Edna den Doktor eine Treppe hinuntergestoßen hat, sitzt er nun im Rollstuhl. Er hat lange daran gearbeitet, eine Hypnosemethode für aufsässige Kinder zu entwickeln. Dr. Marcel wird von Thomas Fitschen gesprochen.

#### Harvey
Der blaue Stoffhase aus Edna bricht aus wurde von Dr. Marcel zu einem Hypnoseinstrument umfunktioniert, um Kindern den Ungehorsam gegenüber Erwachsenen auszutreiben. Er wurde wie im Vorgänger Edna bricht aus von Alexander Grimm gesprochen.

#### Gerret
Gerret ist eine Person, die im Kloster auftritt. Ob er ein Schüler, Angestellter (wie die Kantinenfrau Doris) oder ein Gast (wie Frank der Archäologe) ist, wird nicht genauer dargestellt. Lillis Freundin Edna verdächtigt ihn der Spionage für die Oberin. Er hat im Beichtstuhl und hinter dem Büro der Oberin je eine Abhörkammer eingerichtet. Nach Ednas Flucht stellt er sich Lilli aber als verdeckter Ermittler der Polizei vor, der gegen die Oberin und Dr. Marcel wegen Kindesmisshandlung ermittelt. Er verhilft Lilli zur Flucht aus dem Kloster und sichert ihr Unterstützung zu, Dr. Marcel festzunehmen und Edna zu befreien, wird aber von den Wächtern von Dr. Marcel entführt und mit Edna und der hypnotisierten Oberin in die Gummizelle der Anstalt gesperrt. Er wird von Malte Janßen gesprochen.

#### Die Zensurgnome
Die kleinen, kartoffelförmigen Wesen „entschärfen“ das Spielgeschehen, indem sie Teilbereiche des Bildes rosa übermalen. So merkt Lilli nicht, dass sie den Tod anderer verursacht.

## Spielprinzip und Technik
Harveys neue Augen ist ein Point-and-Click-Adventure. Aus Sprites zusammengesetzte Figuren agieren vor handgezeichneten, teilanimierten Kulissen. Mit der Maus kann der Spieler seine Spielfigur durch die Örtlichkeiten bewegen und mit den Maustasten Aktionen einleiten, die den Spielcharakter mit seiner Umwelt interagieren lassen. Er kann so Gegenstände finden und sie auf die Umgebung oder andere Gegenstände anwenden sowie mit NPCs kommunizieren. Mit fortschreitendem Handlungsverlauf werden weitere Orte freigeschaltet.

## Produktionsnotizen
Die Versionen für Microsoft Windows und Mac OS wurden im August 2011 veröffentlicht. Eine Version für Linux wurde mit einem Update im Mai 2016 angekündigt. 

## Rezeption
Wie schon der Vorgänger bekam auch die Fortsetzung gute bis sehr gute Kritiken. Aus 19 aggregierten Wertungen erzielt Harveys Neue Augen auf Metacritic einen Score von 75. 4Players.de gab beispielsweise 90 %. Die wohl höchste Wertung vergab mit 91 Punkten Gamers.de. Dabei wurden die gleichen Punkte gelobt wie beim Vorgänger: die Grafik, die Geschichte, der Humor etc. Das Fachmagazin Adventure-Treff lobte den Humor und die musikalische wie sprecherische Vertonung des Spiels, hielt aber fest, dass Harveys neue Augen gegenüber dem Vorgänger weniger Interaktionsmöglichkeiten böte und dass drei Jahre nach dem zum Erscheinenszeitpunkt technisch bereits veralteten Vorgänger der technisch identische Unterbau stark veraltet wirke.